# 一時停止 (道路標識)

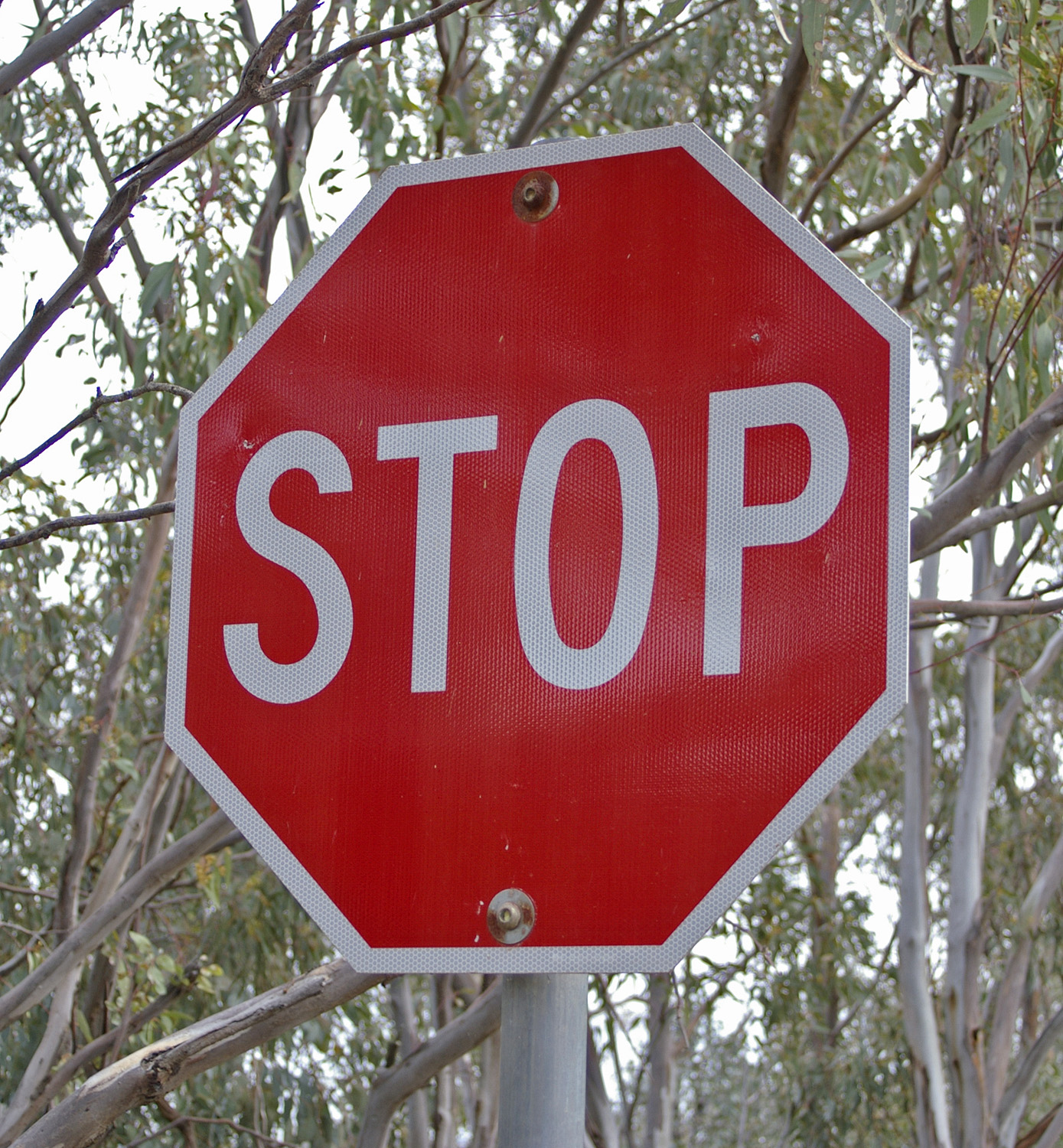
オーストラリアの一時停止標識

一時停止（いちじていし）は交通規制を示す道路標識の一つ。

## ウィーン条約
1968年に調印された道路標識及び信号に関するウィーン条約の一時停止標識には、八角形および円形に逆三角形の2つの形状が採択された。

八角形
円形と逆三角形

## 世界各地の一時停止の道路標識
文字表記は英語の「STOP」のほか、現地語も使用されている。例としてフランス語圏では「ARRÊT」、スペイン語圏では「PARE」あるいは「ALTO」、日本語圏では「止まれ」、中国語圏では「停」が用いられている。

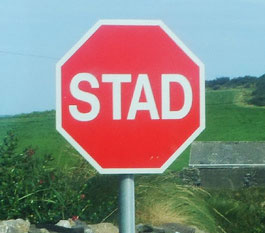
アイルランド
アラブ首長国連邦
アルゼンチン
イスラエル
イラン
エチオピア
カナダ（フランス語圏)
カナダ（英語とフランス語）
韓国
カンボジア
キューバ
ザンビア
シンガポール
ジンバブエ
タイ
中国本土
香港
台湾
チリ
トルコ
トンガ
日本(330-A)[1]
ネパール
パキスタン
バヌアツ
ブータン
プエルトリコ
ブラジル
ブルネイ
マレーシア
ミャンマー
メキシコ
モロッコ
モンゴル
ヨルダン
ラオス
リビア

## 日本の一時停止標識の変遷

1950年〜1960年の一時停止
1960年〜1963年の一時停止
日本語の「止まれ」のみ(330-B、2017年6月までの330)